# Ivan Stojanović
Ivan Stojanović (Dubrovnik, 17. prosinca 1829. – Dubrovnik, prosinca 1900.), dubrovački katolički svećenik, kanonik i doživotni predstojnik rimokatoličkoga Dubrovačkog dekanata, član srbokatoličkog pokreta. Bio je jedan od najuvaženijih i najborbenijih dubrovačkih Srba katolika, zagovornik djelatne vjerske snošljivosti radi čega je bio u stalnom sukobu s klerikalnim dubrovačkim svećenićkim krugom. Uz svećenićki rad aktivno se bavio izučavanjem povijesti i književnosti Dubrovnika. Usto se i sam bavio književnošću pišući drame i pripovijetke. Uspješno se bavio poslom prevoditelja. Prevodio je s talijanskog, njemačkog, francuskog, starogrčkog i latinskog jezika. Najvažnija su mu djela Dubrovačka književnost i Najnovija povijest Dubrovnika od Ivana kanonika Stojanovića. S njemačkog je preveo i nadopunio Engelovu Povijest Dubrovačke Republike. Uređivao je časopis Slovinac.

## Životopis
Otac mu je bio liječnik, a majka domaćica. Talijanski jezik naučio je od bake Talijanke, a prve knjige koje je pročitao bile su komedije Carla Goldonija i priče iz života svetaca. Još kao dijete čvrsto je odlučio postati svećenik. Nakon završetka gimnazije, otišao je u Zadar studirati bogoslovlje. Zaređen je 1852. godine, godinu dana prije vremena određenog crkvenim kanonima jer je nedostajalo svećenika.
Njegovo prvo svećenićko mjesto bilo je na Korčuli, gdje je ostao godinu dana. Nakon kraćeg boravka na tom otoku premješten je u selo Mokošica u Rijeku dubrovačku. Tamo je svećenikovao četiri godine dok nije došao u Rožat gdje je ostao 22 godine. Tako je ukupno u Rijeci dubrovačkoj proveo 26 godina. Bio je omiljen među stanovnicima Rijeke dubrovačke, a dubrovački gospari koji su veći dio godine provodili u njoj u svojim kućama i ljetnikovcima iznimno su ga cijenili. Pod stare dane govorio je: "Da nisam proveo skoro trideset godina u Rijeci dubrovačkoj, nitko ne bi danas znao da sam živ".
Nakon službe u Rožatu njegov ga je osobni prijatelj biskup Mato Vodopić 1883. godine pozvao u Grad i postavio na mjesto kanonika Stolne crkve (Katedrale). Tu je dužnost obavljao do kraja života. Bio je odličan govornik čije su ponekad opširne propovijedi plijenile pozornost vjernika.
Oko vrata je uvijek nosio lančić s likom svetog Emidija, pošto je bio uvjeren da taj svetac čuva Dubrovčane od potresa. Jednom prilikom dok je šetao ispred Kneževa dvora s jednim starim klobukom na glavi neki prolaznik ga je zaustavio i pitao: "Kuda, dum Ivane, s tim bivšim klobukom?" Odgovorio je: "Šetam po bivšem Dubrovniku". Nedugo prije smrti rekao je jednoj gospođi: "Ako arivam vidjet Boga rijet ću mu - oli misliš da sam se ja ovdje divertiško". U prijevodu: "Ako uspijem vidjeti Boga reći ću mu: zar misliš da sam se ja na Zemlji zabavljao?"